# Stockhandpuppe

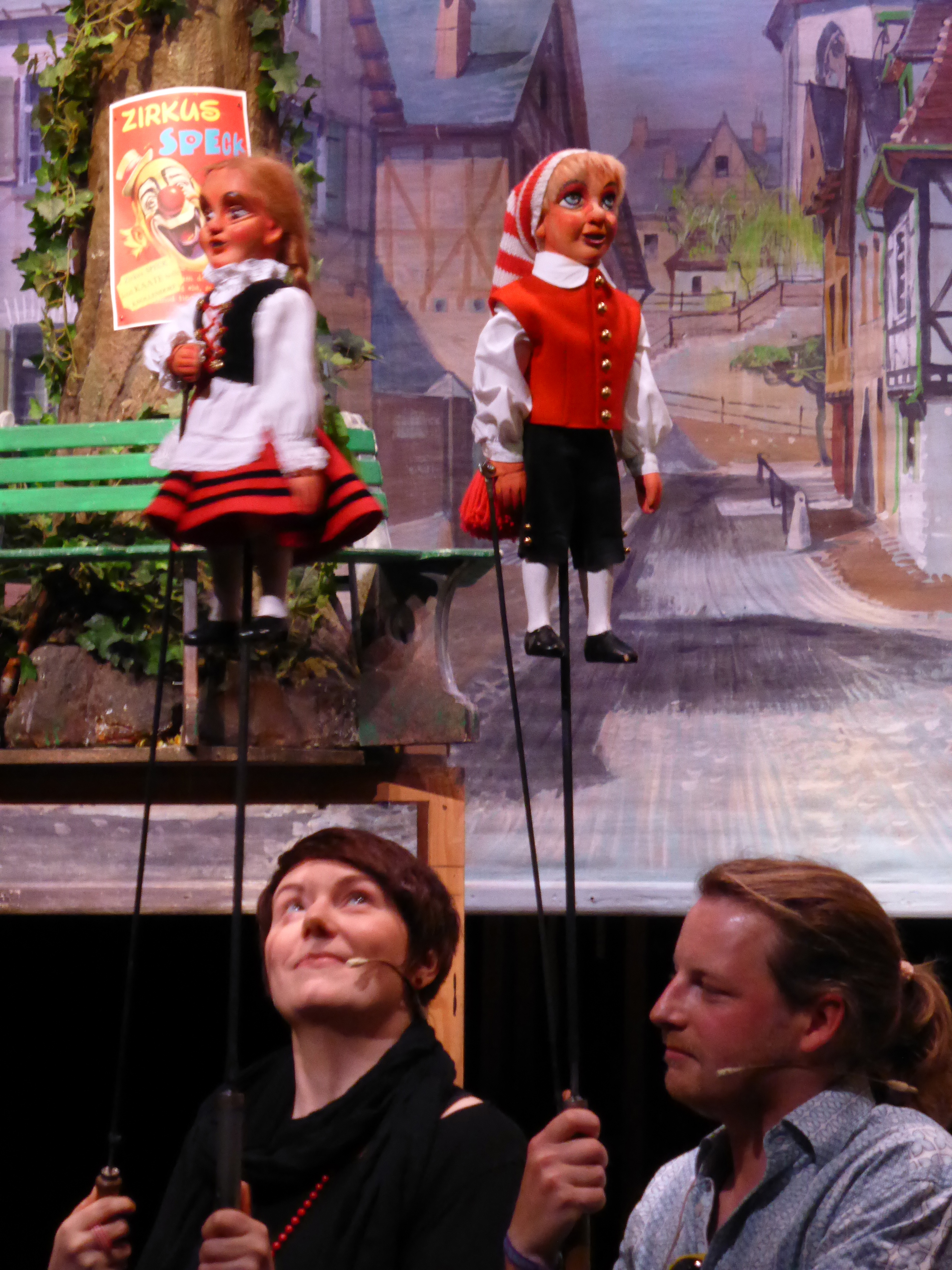
Kölner Hänneschen und Bärbelchen.

Eine Stockhandpuppe, auch Handstabfigur, ist eine von unten geführte Stabfigur, bei der ein oder mehrere Spieler die Figur auf einem kurzen, stockartigen Griff trägt. Die Figur gewinnt dadurch eine große Lebendigkeit und kann problemlos Gegenstände und Requisiten tragen oder manipulieren, ein Vorteil gegenüber den meisten anderen Figurentechniken. Diese Figurenart des Puppentheaters kann für alle Themenbereiche eingesetzt werden.
Eines der ältesten, heute noch bestehenden Stockhandpuppentheater im deutschsprachigen Raum ist das 1802 gegründete Hänneschen-Theater in Köln. Bekannte Vertreter des Stockhandpuppenspiels waren auch der Pariser Puppenspieler André Tahon (1931–2009) mit seiner „Papotin-Revue“ oder der Schweizer Fred Schneckenburger mit seinem gleichnamigen Cabaret (1947–1966).
Ferner existieren andere Stabfiguren, auch Stockpuppen oder Kurzstockpuppen, wie insbesondere im chinesischen Puppentheater.